# Lapworth
Lapworth é um vilarejo e paróquia civil de Warwickshire, Inglaterra, com uma população de 2.100 habitantes, de acordo com o censo de 2001 que havia caído para 1.828 no Censo de 2011. Ela fica a 10 quilômetros ao sul de Solihull e 16 quilômetros a noroeste de Warwick e incorpora o vilarejo de Kingswood. Lapworth possui uma igreja histórica, a capela Church of Santa Maria the Virgin. Os dois National Trusts da cidade estão próximos: um em Baddesley Clinton, sendo um fosso solar com estilo medieval e um jardim localizado na vila homônima; e o outro em Packwood House, uma casa senhoral de Estilo Tudor com jardim de teixos com mais de 100 árvores na paróquia de Packwood.

## História

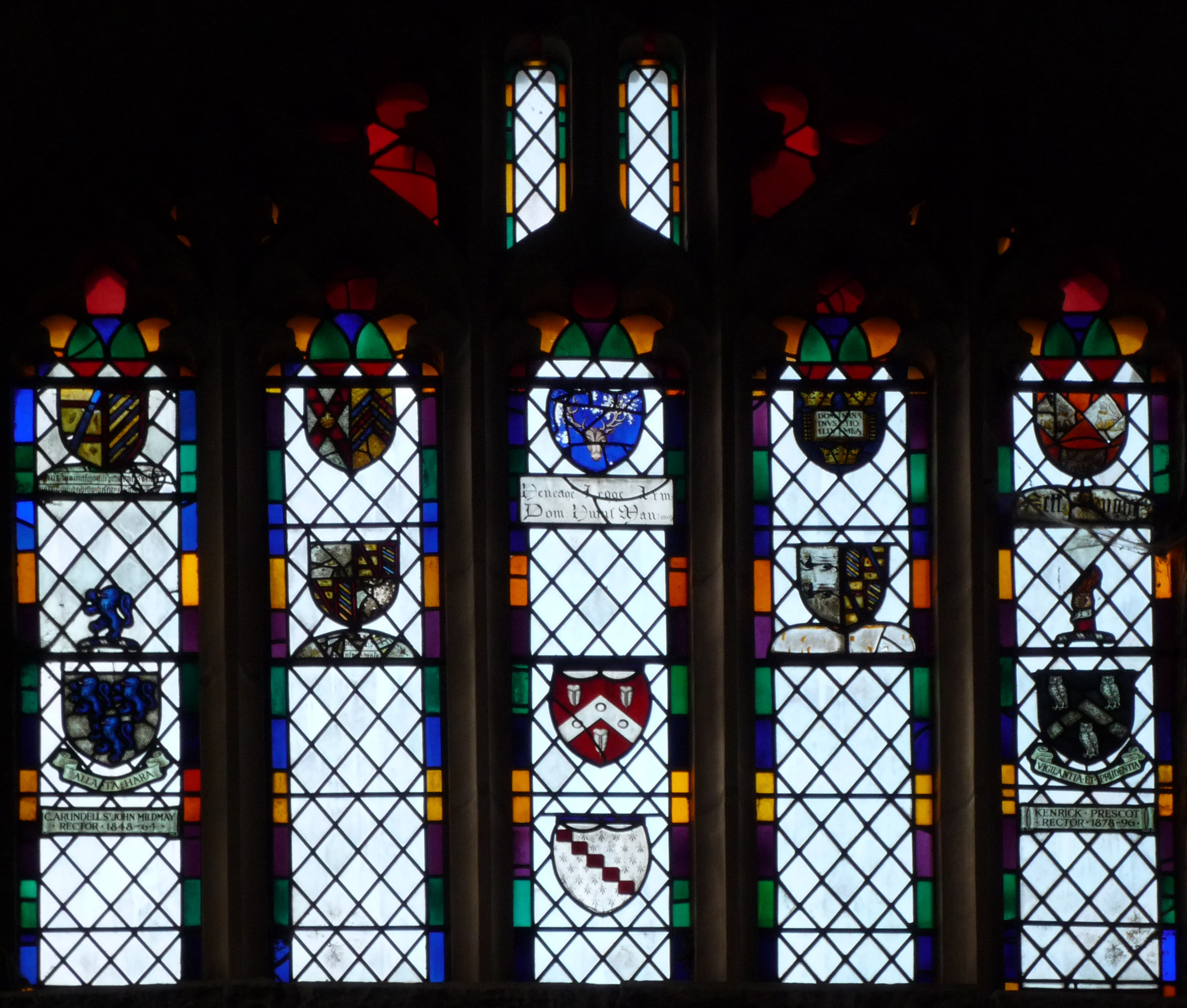
Brasões na janela oeste da igreja de Santa Maria

A igreja é uma construção em grande parte dos séculos XIII e XIV. Ela inclui várias características incomuns: o campanário é conectado por uma passagem ao corredor norte e é construído com uma escada saliente; o clerestório tem janelas de cabeça quadrada; e há um anexo de dois andares na extremidade oeste. Na igreja, o memorial de Portland para Florence Bradshaw foi obra de Eric Gill e instalado em 1928. Trata-se de uma Virgem e um Menino esculpidos em baixo relevo.
Em Kingswood Junction, o Grand Union Canal se junta ao Stratford-upon-Avon Canal, que tem um grande conjunto de eclusas. Catesby Lane, em Lapworth, recebeu esse nome em homenagem a William Catesby (bisavô de Robert Catesby, famoso por ser líder da  Conspiração da Pólvora), cuja família estava estabelecida em Bushwood Hall, na paróquia vizinha de Bushwood, desde o século XIV. A casa senhorial provavelmente ficava em Lapworth Hall, hoje Ireland's Farm, e nos séculos XVII e XVIII era a casa da família Mander de Wolverhampton.

## Transporte
A estação ferroviária de Lapworth está localizada na linha principal de Chiltern, que vai de London Marylebone à Moor Street. Originalmente chamada de Kingswood, o nome da estação foi alterado para Lapworth para evitar confusão com a Kingswood railway station em Surrey.